# Virgularia agassizi
Virgularia agassizi är en korallart som beskrevs av Studer 1894. Virgularia agassizi ingår i släktet Virgularia och familjen Virgulariidae. Inga underarter finns listade i Catalogue of Life.